# Simon de Hesdin

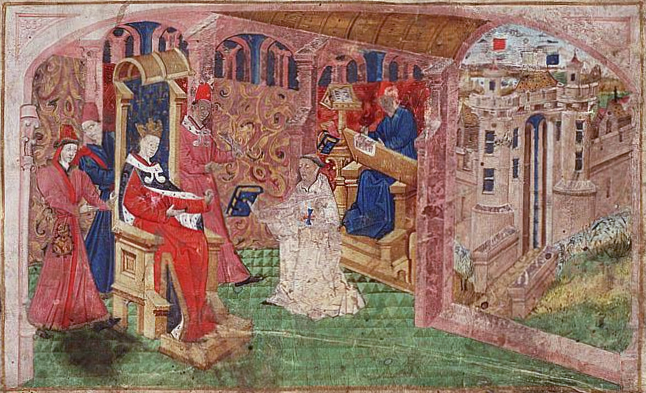
Simon de Hesdin übergibt König Karl V. von Frankreich seine Übersetzung des Werkes 'Facta et dicta memorabilia' des Valerius Maximus, Miniatur, Frankreich 1462

Simon de Hesdin († 1383) war Angehöriger des Johanniterordens in Frankreich und arbeitete als Übersetzer von Texten der Antike ins Französische.
Wenig ist von seinem Leben bekannt, er wurde 1363 Doktor der Theologie und Vorstand des Hauses der Johanniter in Éterpigny in der Picardie, ab 1377 dann des Hauses in Senlis bei Paris.
Im Jahr 1375 begann er im Auftrag von Karl V. von Frankreich die Übersetzung des Geschichtswerkes Facta et dicta memorabilia des römischen Autors Valerius Maximus, eine Geschichte des Römischen Reiches. Diese wurde dann von Nicolas de Gonesse beendet. Die von dieser Übersetzung geschaffenen Abschriften wurden im Mittelalter oft sehr reich illustriert und zeigen die Bekanntheit und Beliebtheit der Übersetzungen von Simon de Hesdin. So wurde beispielsweise noch um 1480 in Flandern eine Abschrift geschaffen, von dem Meister mit den weißen Inschriften genannten flandrischen Buchmaler ausgemalt und dann an den Hof des englischen Königs Edward IV. exportiert.